# كيفن ويلسون (لاعب كرة قدم أمريكية)
كيفن ويلسون (بالإنجليزية: Kevin R. Wilson)‏ هو لاعب كرة قدم أمريكية أمريكي، ولد في 23 أكتوبر 1961 في مايدن في الولايات المتحدة.